# Paszithea
Görög mitológiában Pasithea (ógörögül: Πασιθέα) vagy Pasithee az egyik kharisz (Grácia) és Hüpnosz felesége volt. A Nonnosz Dionysiaca című eposzában (5. század) Pasithea Aphrodité három kísérő Gráciájának egyike.

## Nevének jelentése
Nevének jelentése nem tisztázott, és újabb javaslatok sem születtek. Benjamin Hederich (1770) szerint nevének jelentése „az, aki mindenkihez elér”, amit az alvás univerzális természetére és általános kellemes mivoltára vezet vissza. Josef Korn (Friedrich Nork néven, 1843) úgy vélte, hogy a név jelentése „az istennő, akit mindenki tisztel”, és eredetileg Aphroditére utalhatott.

## Származás
Bár Pasitheát Homérosz Iliászában említik, és Héra Hüpnósznak ajánlja fel feleségül, származásáról nem esik szó. A 4. századi görög költő, Quintus Smyrnaeus Posthomerica című művében utal arra, hogy Pasithea Hérától származik. A Dionysiaca szerint Pasithea apja Dionüszosz, anyja pedig Héra, noha az eposz nem magyarázza, hogyan lettek ellenfelekből szülei. A 48. könyvben Nonnosz Dionüszoszt és Koroniszt nevezi meg a Gráciák – köztük Pasithea – szüleiként.

## Mitológia
Homérosz Iliászában Pasithea a fiatalabb Gráciák egyike. A 14. könyvben Héra Hüpnósztól kér segítséget, hogy Zeusz figyelmét elterelje, cserébe Pasitheát ígéri feleségül, akit Hüpnósz mindig is szeretett. Quintus Smyrnaeus ugyan utal erre a történetre, de nem meséli el újra.
Rövid említést tesz róla Catullus (63. vers), valamint Antipatrosz Thesszalonikitől az Anthologia Graeca-ban, ahol Hüpnósz társaként jelenik meg. Statiosz római költő az Thebaid-ban Pasitheát a legidősebb Gráciának nevezi, de részletek nélkül.
Eustathiosz egy ismeretlen, Sostratus nevű költő elégikus költeményének összegzésében is szerepel. A versben Pasithea, Kale és Euphrosyné részt vesznek egy szépségversenyen Aphroditével, amelynek végén Aphrodité Teiresziaszt öregasszonnyá változtatja.

### Dionysiaca
Pasitheának nagyobb, de még mindig szerény szerepe van a Dionysiaca-ban. A 13. könyvben Zeusz arra utasítja Dionüszoszt, hogy űzze ki Indiából az igazságtalan népeket. Héra állandóan Dionüszosz ellenfelei oldalán áll, és a 31. könyvben Hüpnószt Pasithea keze ígéretével csábítja el. Hüpnósz beleegyezik az alku megkötésébe.
A 33. könyvben Pasithea, miközben virágokat gyűjt Aphroditének, szemtanúja lesz Dionüszosz őrületének. Visszatér Aphroditéhez, és arra kéri, hogy segítsen testvérének. Aphrodité Eroszt küldi segítségül, hogy megzavarja Dionüszosz ellenségeit.
Pasithea az eposz 24. könyvében is szerepel, amely Aphrodité szövésben tett kísérletét meséli el. Pasithea és társai segítenek Aphroditének, amikor azonban Pallasz Athéné kineveti Aphroditét, az feladja próbálkozását, és visszatér szerelmi ügyekhez.
Ez a jelenet Homérosz Odüsszeiá-jának 8. könyvét idézi, amelyben Aphrodité és Arész Héphaisztosz csapdájába esik, és a többi isten gúnyolja őket.